# 3693 Barringer
3693 Barringer este un asteroid din centura principală, descoperit pe 15 septembrie 1982 de Edward Bowell.